# Seznam muzeí v Paříži
Seznam muzeí v Paříži zahrnuje všechna muzea a galerií (i uzavřené) na území města Paříže bez ohledu na jejich zřizovatele. Jsou rozděleny do tří základních skupin: 
- Národní (státní) muzea a galerie různě závislá na ministerstvech nebo státních úřadech nebo provozovaná samostatnými veřejnými institucemi (univerzity, vědecké ústavy, státní podniky) (N)
- Muzea města Paříže a jeho společností (P)
- Soukromá muzea založená spolky, církvemi, soukromými podniky i jednotlivci (S)

## A
- Musée Adzak (S) – muzeum sochaře a fotografa Roye Adzaka
- Musée d'anatomie Delmas-Orfila-Rouvière (N) – muzeum anatomie (Univerzita Paříž V)
- Musée de l'Arc de Triomphe (N) – muzeum Vítězného oblouku
- Crypte archéologique (P) – archeologické muzeum
- Musée des Archives nationales (N) – muzeum francouzských dějin v Národním archivu
- Petit Musée de l'Argenterie (S) – muzeum stříbra
- Musée de l'Armée (N) – vojenské muzeum
- Musée arménien de France (S) – muzeum arménské kultury
- Musée national des arts d'Afrique et d'Océanie (N) – muzeum umění Afriky a Oceánie (přeneseno do Musée du quai Branly)
- Musée des arts décoratifs (P) – muzeum dekorativního umění
- Musée des arts forains (S) – muzeum pouťových atrakcí
- Musée d'art et d'histoire du judaïsme (N) – muzeum židovské kultury
- Musée d'art juif (S) – muzeum židovského umění
- Musée des arts et métiers (N) – technické muzeum
- Musée d'art moderne de la Ville de Paris (P) – galerie moderního umění
- Musée national d'art moderne (N) – galerie moderního umění
- Musée Art Nouveau – Maxim's (S) – muzeum secese
- Musée national des arts et traditions populaires (N) – etnologické muzeum
- Musée de l'Assistance Publique – Hôpitaux de Paris (N) – muzeum zdravotnických služeb

## B
- Musée Baccarat (S) – muzeum křišťálu
- Maison de Balzac (P) – muzeum Honoré de Balzaca
- Musée du Barreau de Paris (S) – muzeum advokacie
- Musée de la Bible et Terre Sainte (N) – muzeum bible
- Musée Boleslas Biegas (S) – muzeum polského sochaře Boleslase Biegase
- Musée Bouchard (N) – muzeum sochaře Henriho Boucharda, uzavřeno roku 2007 a přeneseno do Roubaix
- Musée Bouilhet-Christofle (S) – muzeum zlatnictví Christofle
- Musée Bourdelle (P) – muzeum sochaře Antoina Bourdella
- Musée Édouard Branly (N) – muzeum technika Édouarda Branlyho

## C
- Musée Nissim-de-Camondo (S) – muzeum nábytku a uměleckých předmětů z 18. století
- Théâtre-Musée des Capucines (S) – muzeum parfémů
- Musée Carnavalet (P) – muzeum dějin města Paříže
- Fondation Cartier pour l'art contemporain (S) – galerie moderního umění
- Musée Cernuschi (P) – muzeum asijského umění
- Musée de la chasse et de la nature (S) – muzeum lovectví
- Musée du chocolat (S) – muzeum čokolády
- Salon Frédéric Chopin (S) – muzeum Frédérica Chopina
- Cité des sciences et de l'industrie (N) – technické muzeum
- Musée du Cinéma – Henri Langlois (S) – muzeum filmu
- Cinémathèque française (N) – filmotéka
- Musée Clemenceau (S) – muzeum politika Georgese Clemenceaua
- Musée Cognacq-Jay (P) – muzeum uměleckých předmětů z 18. století
- Musée-librairie du compagnonnage (S) – muzeum církevních a jiných řádů
- Maison d'Auguste Comte (S) – muzeum matematika Augusta Comta
- Musée de la contrefaçon (S) – muzeum padělků
- Fondation Le Corbusier (S) – Corbusierovo muzeum
- Musée Curie (N) – muzeum Pierra a Marie Curie

## D
- Espace Dalí (S) – muzeum Salvadora Dalího
- Musée Dapper (S) – muzeum afrického a karibského umění
- Palais de la découverte (N) – technické muzeum
- Musée Delacroix (N) – muzeum malíře Eugèna Delacroixe
- Fondation Dosne-Thiers (S) – muzeum osobností 19. století
- Fondation Jean Dubuffet (S) – muzeum malíře Jeana Dubuffeta
- Musée Dupuytren (N) – muzeum patologické anatomie

## E
- Musée des éclairages anciens (S) – muzeum svítidel
- Musée des Égouts (P) – muzeum pařížských stok
- Musée d'Ennery (N) – muzeum asijského umění
- Musée-Placard d'Erik Satie (S) – muzeum skladatele Erika Satie
- Musée de l'érotisme (S) – muzeum erotiky
- Musée d'ethnographie du Trocadéro (N) – muzeum etnografie
- Musée de l'éventail (S) – muzeum vějířů

## F
- Musée Pierre-Fauchard (N) – muzeum stomatologie
- Musée de la Parfumerie Fragonard (S) - muzeum parfémů
- Musée de la franc-maçonnerie (S) – muzeum svobodného zednářství
- Musée du fumeur (S) – muzeum dýmek

## G
- Salle des Traditions de la Garde Républicaine (N) – sál tradic republikánské gardy
- Musée Guimet (N) – muzeum asijského umění
- Manufacture des Gobelins (N) – manufaktura tapiserií
- Grand Palais (N) – muzejní výstavní prostor
- Musée Grévin (S) – muzeum voskových figurín
- Musée Grévin – Forum des Halles (S) – pobočka muzea voskových figurín
- Musée Galliera (P) – muzeum módy

## H
- Musée Valentin-Haüy (S) – muzeum mineraloga Valentina Haüye
- Musée Hébert (N) – muzeum malíře Antoina Ernesta Augusta Héberta
- Musée national Jean-Jacques Henner (N) – muzeum malíře Jeana Jacquese Hennera
- Musée en herbe (S) – muzeum pro děti
- Musée d'histoire contemporaine (N) – muzeum soudobých dějin v Invalidovně
- Cité nationale de l'histoire de l'immigration (N) – muzeum imigrace
- Musée d'histoire de la médecine (N) – muzeum dějin lékařství (Univerzita Paříž V)
- Muséum national d'histoire naturelle (N) – Národní přírodovědné muzeum (zoologie, anatomie, paleontologie a geologie).
- Musée de l'holographie (S) – muzeum holografie (uzavřeno)
- Musée de l'Homme (N) – antropologické muzeum

## I
- Institut du monde arabe (N) – muzeum arabské kultury

## J
- Musée Jacquemart-André (N) – muzeum uměleckých předmětů z 18. století
- Galerie nationale du Jeu de Paume (N) – galerie je součástí Centre national de la photographie

## K
- Pařížské katakomby (P)
- Musée Kwok On (S) – muzeum asijského umění (uzavřeno 1994)

## L
- Mémorial Leclerc (P) – muzeum odboje a osvobození Paříže
- Musée de la Légion d'honneur (N) – muzeum Řádu čestné legie
- Musée Lénine (S) – muzeum V. I. Lenina (uzavřeno 2007)
- Musée des lettres et manuscrits (S) – muzeum dopisů a rukopisů (uzavřeno 2015)
- Musée du Louvre (N) – největší francouzské muzeum umění do 19. století
- Musée du Luxembourg (N) – muzeum umění

## M
- Musée de la magie (S) – muzeum magie
- Musée Maillol (S) – muzeum sochaže Aristida Maillola
- Musée national de la Marine (N) – námořní muzeum
- Musée Pierre Marly (S) – muzeum brýlí
- Musée Marmottan Monet (S) – muzeum malířství 19. století
- Mémorial des Martyrs de la Déportation (N) – památník deportací za druhé světové války
- Musée des Matériaux du Centre de Recherche sur les Monuments Historiques (N) – muzeum výzkumu historických památek
- Cabinet des médailles (N) – kabinet medailí Francouzské národní knihovny
- Centre de la mer et des eaux (N) – muzeum moří a vod
- Musée Adam Mickiewicz (S) – muzeum spisovatele Adama Mickiewicze
- Musée de minéralogie (N) – muzeum mineralogie
- Musée de la mode et du textile (N) – muzeum módy
- Musée Moissan (N) – muzeum chemika Henriho Moissana
- Musée de la Monnaie de Paris (N) – stará mincovna, numismatické muzeum
- Musée de Montmartre (S) – muzeum Montmartru
- Musée du Montparnasse (S) – muzeum čtvrti Montparnasse
- Musée des monuments français (N) – muzeum historických památek
- Musée Gustave-Moreau (N) – muzeum malíře Gustava Moreaua
- Musée Jean Moulin (P) – muzeum odbojáře Jeana Moulina
- Musée national du Moyen Âge (N) – muzeum umění středověku (Hotel de Cluny)
- Musée de la musique (N) – muzeum hudby v Cité de la musique

## N
- Musée de Notre Dame de Paris (S) – muzeum katedrály Notre-Dame

## O
- Bibliothèque-musée de l'Opéra (N) – muzeum Pařížské opery
- Musée de l'Orangerie (N) – muzeum impresionismu a postimpresionismu
- Musée de l'Ordre de la Libération (N) – muzeum Řádu osvobození
- Musée d'Orsay (N) – muzeum moderního umění

## P
- Panthéon bouddhique (N) – muzeum buddhistického umění
- Musée Pasteur (N) – muzeum Louise Pasteura
- Pavilon Arsenal (P) – muzeum architektury a urbanismu
- Pavillon des Arts (P) – muzeum soudobého umění (uzavřeno 2006)
- Petit Palais (P) – muzeum výtvarného umění
- Maison européenne de la photographie (P) – fotografická galerie
- Musée Édith Piaf (S) – muzeum zpěvačky Édith Piaf
- Musée Picasso (N) – muzeum Pabla Picassa
- Pinacothèque de Paris (S) – muzeum malířství
- Musée des plans-reliefs (N) – muzeum modelů měst
- Musée de La Poste (N) – muzeum francouzské pošty (La Poste)
- Musée de la poupée (S) – muzeum panenek
- Musée de la Préfecture de Police (N) – muzeum Policejní prefektury
- Musée de la publicité (S) – muzeum reklamy

## Q
- Musée du quai Branly (N) – muzeum mimoevropského umění

## R
- Musée de Radio France (N) – muzeum rozhlasu a televize
- Musée Rodin (N) – muzeum sochaře Augusta Rodina

## S
- Halle Saint Pierre (S) – muzeum moderního umění
- Musée de la sculpture en plein air (P) – muzeum soch pod širým nebem
- Musée-Galerie de la Seita (S) – muzeum tabáku a zápalek (uzavřeno 2000)
- Musée de la serrure (S) – muzeum zámečnictví (uzavřeno 2003)
- Musée du service de santé des armées (N) – muzeum vojenské zdravotní služby
- Mémorial de la Shoah (N) – památník holokaustu
- Musée national du sport (N) – muzeum sportu

## T
- Musée Tattegrain (S) – muzeum sochaře André Georgese Tattegraina
- Tenniseum (S) – muzeum tenisu
- Palais de Tokyo (P) – výstavní palác
- Musée national des travaux publics (N) – muzeum veřejných prací (uzavřeno 1955)

## U
- Musée de l'université de médecine (N) – univerzitní lékařské muzeum (Univerzita Paříž V)

## V
- Maison de Victor Hugo (P) – muzeum Victora Huga
- Musée de la vie romantique (P) – muzeum spisovatelky George Sandové
- Musée du vin (S) – muzeum vína

## Z
- Musée Zadkine (P) – muzeum sochaře Ossipa Zadkina